# 杂户
杂户是中國北朝至唐代、日本飛鳥時代、奈良時代律令制度下的一种户籍，因服杂役，所以称为杂户。

## 中国的杂户
杂户依据从事的劳役和地位不同又分为：隶户、细茧户、罗户、绫罗户、金户、牧户、工户（百工）、乐户、营户、府户、军户、屯户、伎作户（会伎巧）、平齐、僧祗、佛图、驺卒等等。其来源为官府强制征发、战俘与驱掠人口和罪犯及家属。父子世代相传，不能作官改业，“一从罪配，百世不免”，与奴隶同是最受压迫的社会阶层。
十六国及北魏时期，杂户不入县籍，而是“单立户籍，书以赤纸”。由于杂户不入县籍，因而也不承担租调徭役，但由所属官府役使，职业世袭，不准自由经营，不准与良人通婚。杂户虽然与奴婢有区别的，但他们仍然是低于良人的“贱民”。
公元577年（建德六年），北周武帝宇文邕颁布诏令宣布"凡诸杂户，悉放为民，配杂之科，因之永削"，即将杂户废除，地位等同平民。但实际上杂户并未自此而绝，原先的杂户赦免了，但是新的杂户又再次形成。唐代杂户有户籍，进丁受田，大约等同于平民，但是赋税比平民要重，每年都要服杂役七十五天，地位在官户、奴婢之上，经济基础上胜于诸类贱民。

## 日本的杂户

### 组成
日本杂户制度的起源被认为与来自东亚大陆的渡來人技术者有关，其名称来源于唐朝律令制中相同名称的制度。在大化改新废除部民制之后，部分渡來人“部”保留为品部或杂户，主要在军事技术领域为朝廷服务，以确保武器生产技术的传承。根据日本律令杂户并未被视为贱民，然而杂户并未像公民或品部那样被编入普通户籍，而是编入称为“杂户籍”的特殊户籍中，身分与技术一同世袭化，并直接附属于官司，这种地位使其待遇接近于贱民（但部分杂户通过功劳也能获得位阶）。另外杂户与普通公民一样，需缴纳田赋。
在律令制下可以确认的杂户包括：
- 百济手部（大藏省10户、內藏寮10户）
- 百济户（大藏省11户、内藏寮10户）
- 锻户（锻冶司（日语：鍛冶司）338户；另有造兵司杂工户217户）[4]
- 杂工户（造兵司、部分隶属于典铸司（日语：典鋳司））
- 筥户（筥陶司197户）
- 飼户/马甘（左马寮（日语：馬寮）302户、右马寮260户）

此外，还有记载显示存在鞍作一类杂户，但具体详情不明。

### 职役
杂户主要居住在靠近都城的畿内及其周边诸国，其形态多种多样，包括以下几种形式：
- 百济手部、百济户、飼户：按一定时间交替服役，或临时被召役。
- 杂工户、锻户：农闲时期到官司进行劳役。
- 筥户：每年向官府贡纳一定数量的制品。

作为服劳役的代替，这些杂户部分免除了调和杂徭等课役，并且免除了兵役。然而，与品部相比，杂户承担的劳动更加繁重，待遇也较为严苛。

### 废除
随着时代的推进，为了减少贱民身分，杂户逐渐被解放并编入公民的户籍。例如，天平16年2月12日（744年3月30日），日本发布了全面解放马飼杂户的诏令。这一诏令规定，原杂户所使用的特殊姓氏被改为一般性姓氏。这一举措被认为是行政整理的一部分，同时也与当时东大寺大佛建立的需求相关。一些观点认为，这种解放是为了利用杂户的技术力量来完成大佛的建造。
但其后，在天平胜宝4年2月21日（公元752年3月11日），朝廷宣布对废止前的旧杂户籍进行调查，以确认并登记曾为杂户的人群，并使他们继续从事原先的职业。此外，在此之前一年，还曾下达过太政官符，要求此前与杂户一同被解放的马飼，在履行相应数量的杂徭义务的替代形式下，在马寮交替进行工作。这些命令被许多人解释为杂户制度的复活，并成为将天平16年废止杂户制度的诏令视为一时之举的依据。
然而，为执行上述命令而进行的旧杂户籍调查，实际上反映了在废止杂户后，这些被编入公民籍的旧杂户群体已无法再被明确掌握。因此可以推测，在天平16年的改革中，并未预设杂户制度的复活，说明当时杂户的废止可能是全面性的政策，但由于杂户所负责的军事物资的生产，不同于品部生产的奢侈品或高级产品，这些军事物资在民间几乎没有需求，或者受到了禁止。这种情况导致物资供应和技术传承出现问题，从而在天平胜宝4年进行了政策修正。
值得注意的是，旧杂户的身份并未从公民重新降为杂户。这可以通过天平胜宝年间及之后未再创建杂户籍的事实来证明。即使这些旧杂户被征用，也是在律令所规定的杂徭范围内为官府服务。在《延喜式》中提到的杂户有木工寮锻户372户，左马寮飼户166户，右马寮127户，兵库寮杂工户310户，但这些人实际上被视为接受官府供养的平民，可以说杂户制度在天平16年已事实上废止，之后逐渐失去实际意义，仅保留为名目化的形式。

### 文献
- 上田正昭「品部・雑戸」（『社会科学大事典 14』（鹿島研究所出版会、1974年） ISBN 978-4-306-09165-8）
- 熊谷公男「品部・雑戸制」（『国史大辞典 7』（吉川弘文館、1986年） ISBN 978-4-642-00507-4）
- 勝浦令子「雑戸」（『国史大辞典 6』（吉川弘文館、1985年） ISBN 978-4-642-00506-7）
- 加茂正典「雑戸」（『平安時代史事典』（角川書店、1994年） ISBN 978-4-040-31700-7）
- 新井喜久夫「雑戸」（『日本史大事典 3』（平凡社、1993年） ISBN 978-4-582-13103-1）
- 春名宏昭「藤原仲麻呂政権下の品部・雑戸と官奴婢」（所収:義江彰夫 編『古代中世の政治と権力』（吉川弘文館、2006年） ISBN 978-4-642-02446-4）